# Красногорка (Емильчинский район)
Красногорка (укр. Красногірка) — село на Украине, находится в Емильчинском районе Житомирской области.
Код КОАТУУ — 1821783402. Население по переписи 2001 года составляет 70 человек. Почтовый индекс — 11242. Телефонный код — 4149. Занимает площадь 0,386 км².

## История
В 1946 году указом ПВС УССР село Анжелино переименовано в Красногорку.

## Адрес местного совета
11243, Житомирская область, Емильчинский р-н, с. Кулеши, ул. Шевченко, 25